# Гусево (Абзеліловський район)
Гу́сево (рос. Гусево, башк. Гусево) — село у складі Абзеліловського району Башкортостану, Росія. Адміністративний центр Гусевської сільської ради.
Населення — 1102 особи (2010; 955 в 2002).
Національний склад:
- башкири — 69%
- росіяни — 27%